# (211343) Dieterhusar
(211343) Dieterhusar est un astéroïde de la ceinture principale.

## Description
(211343) Dieterhusar est un astéroïde de la ceinture principale. Il fut découvert le 8 octobre 2002 à Trebur par Mike Kretlow. Il présente une orbite caractérisée par un demi-grand axe de 2,62 UA, une excentricité de 0,10 et une inclinaison de 1,8° par rapport à l'écliptique.

## Compléments